# Mesochorus globulator
Mesochorus globulator là một loài tò vò trong họ Ichneumonidae.